# Warbirds over Wanaka
Warbirds over Wanaka (англ. «Військові птахи» над Ванакою) — авіашоу, яке проходить раз на два роки на аеродромі Ванака, Нова Зеландія, у вихідні дні Великодня парних років (у непарні роки відбувається шоу Classic Fighters у Бленім).

## Історія
Шоу було започатковане новозеландським бізнесменом Тімом Воллісом для демонстрації власної колекції літаків Другої світової війни (Alpine Fighter Collection) і з часом перетворилося на настільки масштабний захід, що готелі навколо Ванаки на час цієї події доводиться бронювати за два роки наперед. Основою експозиції традиційно лишаються літаки з колекції Уолліса, яка базується у Новозеландському музеї пілотів-винищувачів.В шоу бере участь велика кількість відомих історичних і сучасних літаків з Нової Зеландії та усього світу, його відвідували численні діячі сфери авіації, зокрема Чак Єгер і Базз Олдрін. Традиційно літаки RNZAF, які прямують до Ванаки на авіашоу, по дорозі проводять повітряні покази над містами Крайстчерч і Данідін.

## Деталі окремих проведень
1988 рік. Окрім літаків, тут були представлені старовинні автомобілі та сільськогосподарська техніка. Серед літаків, що брали участь, були Mustang з колекції Тіма Волліса, Hawker Sea Fury, de Havilland Venom, Douglas DC-3 і North American T-6 Texan. Виступила пілотажна група ВПС Нової Зеландії Red Checkers. Захід зібрав близько 14 000 відвідувачів, було отримано прибуток у розмірі 41 000 доларів (кошти було розподілено між фінансуванням басейну у Ванаці та наступного проведення авіашоу.
1990 рік. Завдяки більш детальній організації і рекламі кількість відвідувачів досягла 28 000. Серед інших літаків у шоу брав участь відреставрований Тімом Воллісом Spitfire XVI.
1992 рік. Прикрасою шоу став Hispano Aviación HA-1112 (ліцензійна копія Messerschmitt Bf 109), який належав компанії Old Flying Machine Company з Даксфорда.
1994 рік. Виступали 11 нових типів літаків, у тому числі репліка Mitsubishi Zero та Chance Vought F4U Corsair серед 11 нових типів літаків. Під час суботнього шоу сталася трагедія, коли пілот Ян Рейнольдс загинув під час демонстраційного польоту на de Havilland Canada DHC-1 Chipmunk.
2000 рік. Дебют публічних польотів Hawker Hurricane P3351 і трьох радянських І-153 з Alpine Fighter Collection. Це також був останній показ винищувачів A-4 Skyhawk ВПС Нової Зеландії, а також пілотажної групи Black Falcons через розформування 75 та 14 ескадрилій лейбористським урядом під керівництвом Гелен Кларк.
2002 рік. У льотному показі брали участь чотири літаки КБ Полікарпова — три моноплани І-16 та І-153 «Чайка».
2004 рік. 9–11 квітня, 99 000 глядачів. Серед іншого, повернулися P-40E Kittyhawk і FG-1D Corsair, які супроводжували Spitfire Mk.XVI і P-51D. Вперше на шоу виступив Юргіс Кайріс. Здійснив виліт єдиний льотно-придатний Ла-9. Почесним гостем шоу став Базз Олдрін. 
2006 рік. 14–16 квітня. Вперше в літаючому показі взяв участь F-111 Королівських ВПС Австралії. За оцінками, у заході взяли участь рекордні 111 000 глядачів.
2008 рік. 21–23 березня. За оцінками, у заході взяли участь 86 000 осіб. ВПС Австралії вперше представили свій новий C-17 Globemaster.
2010 рік. 2–4 квітня. Перший показ McDonnell Douglas F/A-18 Hornet ВПС Австралії. Ще однією закордонною зіркою став Mitsubishi A6M Zero американської організації Commemorative Air Force.
2012 рік. 6–8 квітня. Серед літаків, представлених того року, брав участь T-6C Texan II, майбутній головний навчально-тренувальний літак ВПС Нової Зеландії. Також дебютувала на виставці Agusta A109 як заміна вертольотам Sioux. На виставці з'явилася два літаки Strikemaster, два Spitfire, нещодавно імпортований Grumman Avenger, Hawker Hunter, а також Boeing 777 компанії Air New Zealand. 
2014 рік. 18–20 квітня. Останній показ гелікоптерів ВПС Нової Зеландії Bell UH-1 Iroquois, які були регулярною частиною авіашоу з моменту його початку в 1988 році. Тепер їх зняли з експлуатації та замінили на NH-90. Авіашоу відвідали 48 000 осіб.
2016 рік. 25–27 березня. На шоу було доставлено літак Hispano Aviación HA-1112 компанії Aircraft Restoration Company, також відбувся перший після робіт з відновлення показ літака PBY Catalina. 
2018 рік. Шоу 2018 року проходило з 30 березня по 2 квітня, а авіаційні покази історичних і сучасних літаків відбувалися з 10:00 до 16:00 31 і 1 числа. Програма серед іншого включала показ літаків C-130 Hercules і Boeing 757 та гелікоптерів NH90 і Seasprite ВПС Нової Зеландії; F-16 та C-17 Globemaster; ВПС США; Hawk 127 ВПС Австралії; аеробатичні виступи (Юргіс Кайріс, Black Falcons, група на Як-52); парашутне шоу групи «Kiwi Blue» тощо. Відбулася реконструкція повітряного бою часів Другої світової війни на Messerschmitt Bf 109 іспанського виробництва, Buchon HA-1112, Avro Anson, Supermarine Spitfire, Як-3 і P-51D. Також пройшов парад старовинних автомобілів Packard.  Відкриття шоу було затьмарене інцидентом: один із літаків Як-3, пілотований його власником Артуром Дові, під час посадки врізався в припарковану мобільну підйомну стрілу. Ніхто не постраждав, але літак отримав значні пошкодження. Розслідування визнало винними організаторів авіашоу, які не проінформували пілота про перешкоди на злітно-посадковій смузі. 
2020 рік. Авіашоу 2020 року мало відбутися 10–12 квітня. Планувалося показати один з літаків І-16, перебудований в 1990-х роках сером Тімом Воллісом, і Boeing B-52 Stratofortress, що пролітав над Ванакою в неділю на шляху з Гуаму до Австралії — за планами, це мало статися під час шоу . 15 березня було оголошено, що шоу 2020 року буде скасовано через пандемію COVID-19.  Це стало першим випадком в історії заходу, коли шоу було скасовано.
2022 рік. Авіашоу мало відбутися 15-17 квітня. Основним моментом програми мав стати дебют літака Lockheed Martin F-35 Lightning II, а на вихідних заплановано демонстрацію літаків Королівських ВПС Австралії. Також мав з'явитися І-16, який залишився в країні після скасування заходу 2020 року. 23 січня уряд країни змінив рівень загрози COVID по всій країні на «червоний», і наступного дня організатори авіашоу оголосили, що шоу 2022 року теж буде скасовано. 